# 2010. Második űrodisszeia
Ez a cikk Arthur C. Clarke könyvéről szól, a könyv filmváltozatához lásd: 2010 – A kapcsolat éve című cikket.
A 2010. Második űrodisszeia Arthur C. Clarke brit író 1982-ben megjelent tudományos-fantasztikus regénye. Az 1968-as 2001. Űrodisszeia című regényének folytatása, bár Clarke a történet néhány elemét megváltoztatta, hogy igazodjon a filmváltozatához.
A regény születésekor a még távoli jövőt jelentő 2010-es évben játszódik, a cselekmény középpontjában egy közös szovjet-amerikai küldetés áll Alekszej Leonyov kozmonautáról elnevezett szovjet űrhajó fedélzetén. A küldetésnek több célja is van, többek között a Discovery One űrhajó megmentése és a 2001: űrodisszeia című filmben Dave Bowman által felfedezett rejtélyes "monolit" vizsgálata. A regényt 1983-ban a legjobb regénynek járó Hugo-díjra jelölték. 1983-ban a regényt Peter Hyams adaptálta a filmvászonra, és 1984-ben filmként is bemutatták. A történet kilenc évvel a Discovery One Jupiterre irányuló küldetésének kudarca után játszódik.

## Cselekmény
Az Alekszej Leonyov (egy űrhajósról elnevezett) szovjet űrhajóval egy közös szovjet-amerikai legénység indul a Jupiter irányába, köztük Heywood Floyddal, hogy kiderítsék, mi romlott el a korábbi küldetés során, továbbá szeretnék megvizsgálni a Jupiter körül keringő monolitot, és megoldani David Bowman eltűnésének rejtélyét. Feltételezik, hogy az információk nagy része az időközben elhagyott Discovery One-on van elzárva. Az amerikaiak is a Jupiterhez utaznának, ám az ő űrhajójuk, a Discovery Two lassabb. A szovjeteknek van egy fejlett új "Szaharov" hajtóművük, amely az amerikai Discovery Two-t megelőzve juttatja el őket a Jupiterhez, ezért Floydot a Leonov legénységéhez osztják be.
Egy kínai űrállomás azonban eközben elhagyja a Föld körüli pályáját, és kiderül, hogy az a Tsien bolygóközi űrhajó, amelynek szintén a Jupiter a célja. A Leonov legénységének tagjai azt hiszik, hogy a kínaiak a nagy sebesség miatt csak egyirányú útra vállalkoztak, mivel a visszaútra nem marad majd üzemanyaguk. Floyd azonban azt feltételezi, hogy a Jupiter egyik holdján, az Europán  le akarnak majd szállni, a nagy víztartalma miatt és a vizet tankolásra használják majd. A Tsien merész küldetése kudarccal végződik, amikor landolás az Európán egy ottani ismeretlen életforma elpusztítja. Az egyetlen túlélő, Csang professzor rádión közli a Leonovval a történteket, megerősítve, hogy a holdon létezik élet; feltételezhetően akkor hal meg, amikor űrruhájának levegőellátása elfogy.
A Leonov túléli a Jupiter körüli veszélyes légifékezést, és megérkezik a Discovery One mellé. A küldetés legénységének tagja és a HAL 9000 megalkotója, Dr. Chandra újra aktiválja a számítógépet, hogy kiderítse korábbi aberrált viselkedésének okát. Egy idő után Floyd beszél Vaszilij Orlovval a fedélzeten, és Orlov egy pillanatra látja, hogy a "Nagy Testvérnek" titulált Monolit ismét kinyílik, Csillagkapuvá válik és David Bowman a Monolit dimenziójából visszaszökik a miénkbe. Dr. Floyd sajnos rossz irányba néz, ezért ezt nem látja.
Egy jelenetsor követi David Bowman felfedezéseit, aki testetlen, energia alapú életformává alakult át, hasonlóan a monolitokat irányító idegenekhez. Utazása során Bowman avatárja megjelenik a Földön, és kapcsolatba lép a múltjának jelentős személyeivel: Meglátogatja az édesanyját, és megfésüli a haját, nem sokkal a nő halála előtt, és megjelenik a volt barátnőjének a televízió képernyőjén. Az idegenek Bowmant szondaként használják, hogy megismerjék az emberiséget. Ezután visszatér a Jupiter-rendszerbe, hogy felfedezze az Europa jege alatti világot, ahol vízi életformákat talál, és ellátogat a Jupiter felhői alá, ahol gáznemű életformákat fedez fel. Mindkettő primitív, de az idegenek úgy ítélik meg, hogy az europai élőlények nagyobb evolúciós potenciállal rendelkeznek.
Floyd előtt megjelenik Bowman jelenése, és figyelmezteti, hogy tizenöt napon belül el kell hagyniuk a Jupitert. Floydnak eleinte nehéz meggyőznie a legénység többi tagját, de aztán a monolit eltűnik a pályáról.
A Leonov legénysége kitalál egy tervet, hogy a Discovery One-t "gyorsítórakétaként" használják, ami lehetővé teszi számukra, hogy idő előtt visszatérjenek a Földre. A HAL 9000 és a Discovery One csapdába esik a Jupiter pályáján, és nincs elég üzemanyaguk a meneküléshez. A legénység aggódik, hogy HAL-nak ugyanolyan neurózisa lesz, amikor rájön, hogy ismét magára hagyják, ezért Chandrának meg kell győznie HAL-t, hogy az emberi legénység veszélyben van.
A Leonov legénysége elmenekül a Jupiterről, amikor egy rejtélyes sötét folt jelenik meg a Jupiteren, és növekedni kezd. HAL távcsöves megfigyelései során kiderül, hogy a "Nagy Fekete Folt" valójában egy hatalmas, exponenciális ütemben növekvő monolitpopuláció, amely mintha felfalná a bolygót. Ezek a monolitok önmásoló gépként működve addig növelik a Jupiter sűrűségét, amíg a bolygó el nem éri a magfúziót, és kis csillaggá nem válik. Ez elpusztítja a Jupiter légkörében élő primitív életformákat, amelyekről a monolitok irányítói úgy gondolták, hogy az Europa vízi élővilágával ellentétben nagy valószínűséggel nem fognak valaha is intelligenciát kifejleszteni.
Miközben a Jupiter átalakulni készül, Bowman visszatér a Discoveryre One-ra, hogy HAL-nak egy utolsó parancsot adjon, amelyet végre kell hajtania. HAL ismételten sugározni kezdi egy üzenetet:
EZEK A VILÁGOK MIND A TIÉTEK - KIVÉVE AZ EUROPÁT.

NE PRÓBÁLJATOK MEG LESZÁLLNI ODA.
Az új csillag létrejötte, amelyet a Föld végül Lucifernek nevez el, elpusztítja a Discovery One-t. Hálából azonban Bowman HAL segítségéért a monolitokat irányító idegenekkel eltávolíttatja HAL mesterséges intelligenciáját a Discovery számítógépmagjából, és átalakítja őt David Bowmannel azonos jellegű entitássá, és a társává válik.

### Epilógus
A könyv egy rövid utószóval zárul, amely Kr. u. 20 001-ben játszódik. Ekkorra az európaiak már egy olyan fajjá fejlődtek, amely egy primitív civilizációt fejlesztett ki, valószínűleg egy monolit segítségével. Nem írják le őket részletesen, bár azt mondják, hogy "indaszerű" végtagjaik vannak. A Lucifer csillagot (a korábbi Jupiter bolygót) tekintik elsődleges napjuknak, a Solra pedig "A hideg nap"-ként hivatkoznak. Bár településeik elsősorban az Europa egyik félgömbjére koncentrálódnak, amely állandóan Lucifer sugaraiban fürdik, néhány európai az utóbbi generációkban elkezdte felfedezni a Távololdalt, a Luciferrel szemben fekvő félgömböt, amelyet még mindig jég borít. Ott szemtanúi lehetnek az éjszaka látványának, amely az Európa másik oldalán ismeretlen, amikor a Hideg Nap lenyugszik.
A túlsó oldalt felfedező európaiak gondosan megfigyelték az éjszakai égboltot, és megfigyeléseik alapján mitológiát kezdtek kialakítani. Helyesen hiszik, hogy Lucifer nem mindig volt ott. Úgy vélik, hogy a Hideg Nap volt a testvére, és arra ítélték, hogy egy bűntett miatt az égbolton vonuljon. Az európaik három másik nagy égitestet is látnak az égen. Az egyik mintha folyamatosan tűzbe borulna, a másik kettőn pedig fokozatosan terjedő fények vannak. Ez a három égitest az Io, a Callisto és a Ganymedes hold, amelyek közül az utóbbi kettőt jelenleg az emberek kolonizálnak.
Az emberek azóta próbálják felfedezni az Európát, amióta a Lucifer 2010-ben létrejött. Azonban egyik próbálkozás sem volt sikeres. Minden szonda, amely megpróbált leszállni az Európára, megsemmisült a megközelítéskor. Minden szonda törmeléke a bolygó felszínére hull, és az elsőként megsemmisült űrhajók törmelékét az európaiak tisztelik.
Végül van egy Monolit a holdon, amelyet az európaiak mindennél jobban imádnak. Az európaiak helyesen feltételezik, hogy a Monolit az, ami távol tartja az embereket. Dave Bowman és HAL ebben a Monolitban szunnyad. A Monolit az Európa őrzője, és addig akadályozza meg az emberek és az európaiak közötti kapcsolatot, amíg azt jónak látja.

## Létrejötte
A 2010. Második űrodisszeia Clarke első számítógépen írt könyve. A regény első 25%-át elektromos írógépen írta, de 1981 végén egy (az iowai Davenportban készült) Archives III számítógépet kezdett használni (amelyet szeretettel "Archie"-nak keresztelt). Lenyűgözve annak szövegszerkesztési funkcióitól, a regény többi részét ezzel a módszerrel írta.

### Kapcsolat a valósággal
Clarke a regényhez különböző szovjet disszidensek neveit használta fel, köztük Andrej Dmitrijevics Szaharov és Jurij Orlov fizikusok, Mikola Rudenko és Anatolij Marcsenko emberjogi aktivisták és Gleb Jakunin orosz ortodox aktivista nevét. A 2061. Harmadik űrodisszeia-ban maga Clarke tesz utalást arra, hogy "nagy bajba keverte (Vaszilij Zaharcsenko szerkesztő) magát azzal, hogy különböző disszidensek neveit kölcsönözte a regény szereplőinek".

### A 2010 és a többi mű közötti eltérések
Clarke elismerte a következetlenségeket a 2061. Harmadik űrodisszeiahoz írt szerzői jegyzetben:
|  | „Ahogyan a 2010: Második űrodüsszeia nem volt közvetlen folytatása a 2001: Űrodüsszeiának, így ez a könyv sem a 2010 Második űrodüsszeia lineáris folytatása. Mindegyikre úgy kell tekinteni, mint ugyanannak a témának a variációira, amelyekben sokszor ugyanazok a szereplők és helyzetek szerepelnek, de nem feltétlenül ugyanabban az univerzumban játszódnak. Az 1964 óta bekövetkezett fejlemények lehetetlenné teszik a teljes következetességet, mivel a későbbi történetek olyan felfedezéseket és eseményeket tartalmaznak, amelyek a korábbi könyvek írásakor még nem is történtek meg.” |
|  | |

- A 2001: Űrodüsszeia című regény második fele a Szaturnusz körül játszódik, a Monolit a Szaturnusz Iapetus nevű holdjának felszínébe ágyazódva pihen. A 2010-ben játszódó regény a 2001. Űrodisszeia című film folytatása, amely a Monolitot és a Discoveryt a Jupiter és az Io hold közötti pályára helyezi.
- Amikor Dave Bowman a 2010-ben játszódó regényben felidézi a 2001-es eseményeket, eszébe jut az az eset, amikor sisak nélkül üldözi Frank Poole holttestét a kapszulában, majd a vészlégzsilipen keresztül belép a Discoveryre. Ez az eset azonban csak a 2001-es filmben történt meg. A 2001-es regényben Bowman a hajón marad, és HAL megpróbálja megölni őt azáltal, hogy kinyitja az összes kapszulabunker ajtaját.
- A 2001 című regényben Dave Bowman a monolitokkal való találkozás során azt mondja: "Ó, Istenem - tele van csillagokkal!". A 2010 című regényben a szereplők kissé másképp idézik Bowmant, aki az utolsó adásában azt mondja: "Istenem, ez tele van csillagokkal!". A 2001 filmváltozatában Dave Bowman nem szólal meg, amikor elhagyja a Discovery-t és belép a monolitba. A 2010-es filmváltozatban azonban szerepel egy felvétel, amelyen Bowman azt mondja: "Istenem, ez tele van csillagokkal!", mintha ez a 2001-es filmben is megtörtént volna.
- A 2001-ben játszódó regény Dave Bowman csillaggyermekké való átalakulását és a Földre való visszatérését írja le. A 2010-es regény megismétli a történetnek ezt a részét, néhol lerövidítve, néhol kibővítve, és időnként néhány részletet megváltoztatva. Például a 2001-es film jelenetei ellenére a 2001-es regényben nincs szó arról, hogy Bowman megöregszik, mielőtt visszaváltozik gyermekké. A 2010-es regény azonban igazodik a filmhez azzal, hogy Bowman azt álmodta, hogy megöregedett, amikor az entitás belépett az elméjébe (annak ellenére, hogy a 2001-es regény szerint nem álmodott). Egy másik példa: a 2001-es regény szerint a Csillaggyermek úgy dönt, hogy nem használja a Csillagkaput, hogy visszatérjen a naprendszerünkbe, de a 2010-es regény újra kimondja, hogy használta a Csillagkaput (ami lehetővé teszi, hogy a Leonov tanúja legyen az érkezésnek).
- Az Űrodüsszeia összes regényében és a 2010-es filmváltozatban HAL oktatóját Dr. Chandrának hívják; a 2001: Űrodüsszeia című filmben Mr. Langley.[7][8]
- A 3001. Végső űrodisszeia eseményei lehetetlenné, vagy legalábbis valószínűtlenné teszik a regény epilógusát: a monolitok megfertőződnek egy sor számítógépes vírussal (szoftveremuláció révén), és eltűnnek a Naprendszerből. Az azonban elképzelhető, hogy a monolithálózat képes megtisztulni a vírusoktól, és még a 20 001-es év előtt visszatérni a Nap és Lucifer világába, elkerülve egy újabb, ember által okozott fertőzést.
- A filmváltozat a 2010. Második űrodisszeia regény nagyrészt hű adaptációja. A főbb különbségek abban állnak, hogy a film kirekeszti a kínai űrhajót a cselekményből, az Egyesült Államokat és a Szovjetuniót a háború küszöbére helyezi, a legénység egyik tagját a monolit megöli, amikor egy kapszulában megközelíti azt, és Bowman utolsó üzenetét, amely az Európát védi, kibővíti a békés együttműködésre vonatkozó utasítással.

## Fordítás
- Ez a szócikk részben vagy egészben  a(z)   2010: Odyssey Two című angol Wikipédia-szócikk ezen változatának fordításán alapul.  Az eredeti cikk szerkesztőit annak laptörténete sorolja fel. Ez a jelzés csupán a megfogalmazás eredetét és a szerzői jogokat jelzi, nem szolgál a cikkben szereplő információk forrásmegjelöléseként.